# Campeonato Mundial de Voleibol Masculino de 1952
El II Campeonato Mundial de Voleibol Masculino se celebró en Moscú (URSS) entre el 17 y el 29 de agosto de 1952 bajo la organización de la Federación Internacional de Voleibol (FIVB) y la Federación Soviética de Voleibol.

## Grupos
| Grupo A   | Grupo B         | Grupo C        |
| --------- | --------------- | -------------- |
| Bulgaria  | Rumanía         | Francia        |
| Polonia   | Israel          | India          |
| Hungría   | Unión Soviética | Checoslovaquia |
| Finlandia | Líbano          |                |

## Primera fase

### Grupo A
| Equipo    | J | G | P | SG | SP | DS | PTS |
| --------- | - | - | - | -- | -- | -- | --- |
| Hungría   | 3 | 3 | 0 | 9  | 3  | +6 | 6   |
| Bulgaria  | 3 | 2 | 1 | 7  | 3  | +4 | 5   |
| Polonia   | 3 | 1 | 2 | 5  | 6  | -1 | 4   |
| Finlandia | 3 | 0 | 3 | 0  | 9  | -9 | 3   |

### Grupo B
| Equipo          | J | G | P | SG | SP | DS | PTS |
| --------------- | - | - | - | -- | -- | -- | --- |
| Unión Soviética | 3 | 3 | 0 | 9  | 0  | +9 | 6   |
| Rumanía         | 3 | 2 | 1 | 6  | 3  | +3 | 5   |
| Israel          | 3 | 1 | 2 | 3  | 6  | -3 | 4   |
| Líbano          | 3 | 0 | 3 | 0  | 9  | -9 | 3   |

### Grupo C
| Equipo         | J | G | P | SG | SP | DS | PTS |
| -------------- | - | - | - | -- | -- | -- | --- |
| Checoslovaquia | 2 | 2 | 0 | 6  | 0  | +6 | 4   |
| Francia        | 2 | 1 | 1 | 3  | 3  | 0  | 3   |
| India          | 2 | 0 | 2 | 0  | 6  | -6 | 2   |

## Fase final
| Equipo          | J | G | P | SG | SP | DS  | PTS |
| --------------- | - | - | - | -- | -- | --- | --- |
| Unión Soviética | 5 | 5 | 0 | 15 | 0  | +15 | 10  |
| Checoslovaquia  | 5 | 4 | 1 | 12 | 7  | +5  | 9   |
| Bulgaria        | 5 | 3 | 2 | 11 | 9  | +2  | 8   |
| Rumanía         | 5 | 2 | 3 | 7  | 12 | -5  | 7   |
| Hungría         | 5 | 1 | 4 | 8  | 12 | -4  | 6   |
| Francia         | 5 | 0 | 5 | 2  | 15 | -13 | 5   |

## Medallero
|                 |                |          |
| Unión Soviética | Checoslovaquia | Bulgaria |

## Clasificación general
| 1. Unión Soviética |
| 2. Checoslovaquia  |
| 3. Bulgaria        |
| 4. Rumanía         |
| 5. Hungría         |
| 6. Francia         |
| 7. Polonia         |
| 8. India           |
| 9. Líbano          |
| 10. Israel         |
| 11. Finlandia      |

| Predecesor: Checoslovaquia 1949 | II Campeonato Mundial de Voleibol Masculino 1952 | Sucesor: Francia 1956 |

- Datos: Q917548
- Multimedia: 1952 FIVB Men's World Championship / Q917548